# Гарпія (геральдика)

Гарпія в гербі міста Емдена (Нижня Саксонія)

Герб Нюрнберга

Гарпія у геральдиці означає «лютий, коли спровокований», але може бути витлумачена і як символ пороку і пристрастей (якщо йдеться про переможеного ворога).
Джон Гуїллім (XVI століття) виділяв два геральдичні різновиди гарпій. Одна виглядає так: жіноче обличчя, тулуб, крила і кігті хижого птаха; в іншої — жіноче обличчя і тулуб і пташині крила і кігті. Гуїллім говорить про перший тип: «Гарпія представляється блакитною з розправленими крилами і розхрістаним волоссям. Або закутою у броню. Така броня є в церкві Хантінггона. Вергілій описує їх так: З усіх чудовиськ — страшнішого немає; воно породження Великого гніву, що Бог наслав на рід людський з пекельних безодень; з обличчям юної діви це створіння, Ненаситне чрево, пазуристі лапи — ось вигляд який».
Другий тип, пише Гуїллім, використаний в гербі Нюрнберга, і далі, посилаючись на Аптона, заявляє, що «гарпій слід видавати людям по закінченні страшної битви, щоб вони, дивлячись на свої прапори, могли покаятися в дурості свого нападу».
Золота гарпія була зображена на гербі Східнофризького будинку, звідки вона перекочувала на герби Емдену, Делфзейлу, Східної Фризії, Ліхтенштейну і дворянського роду Кауніців.

## Галерея

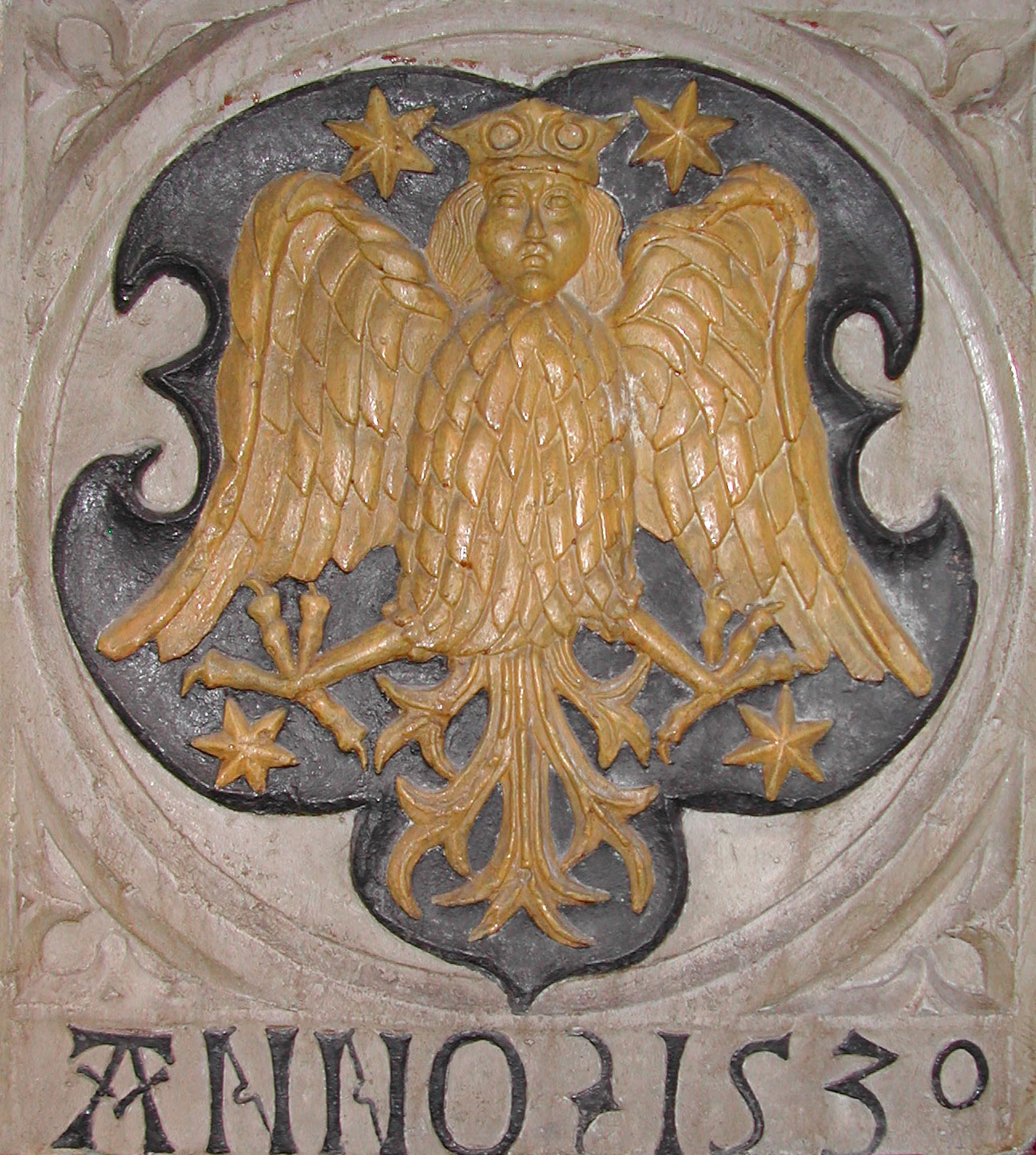
Das Wappen der Familie Cirksena
Wappen des Landkreises Aurich
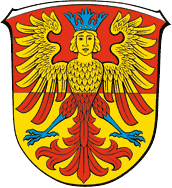
Wappen von Mücke (Hessen)
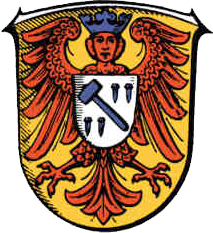
Wappen von Feldatal (Hessen)
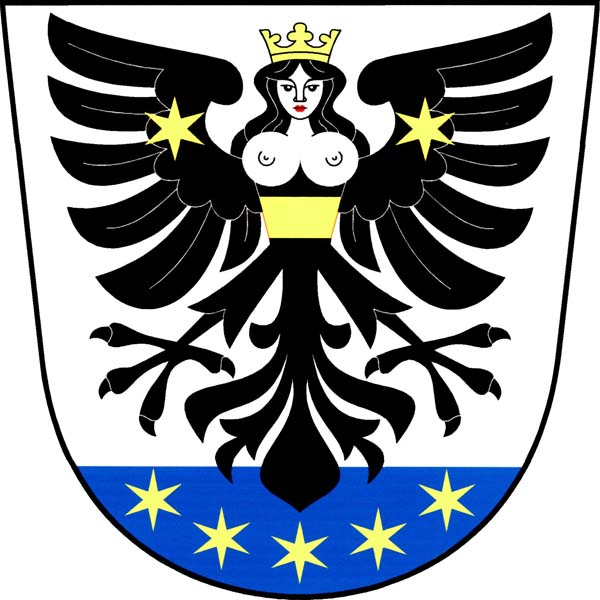
Wappen von Čejov (CZ)
Wappen von Leinburg